# Peugeot Motocycles
Peugeot Motocycles è una casa motociclistica francese.

## Storia

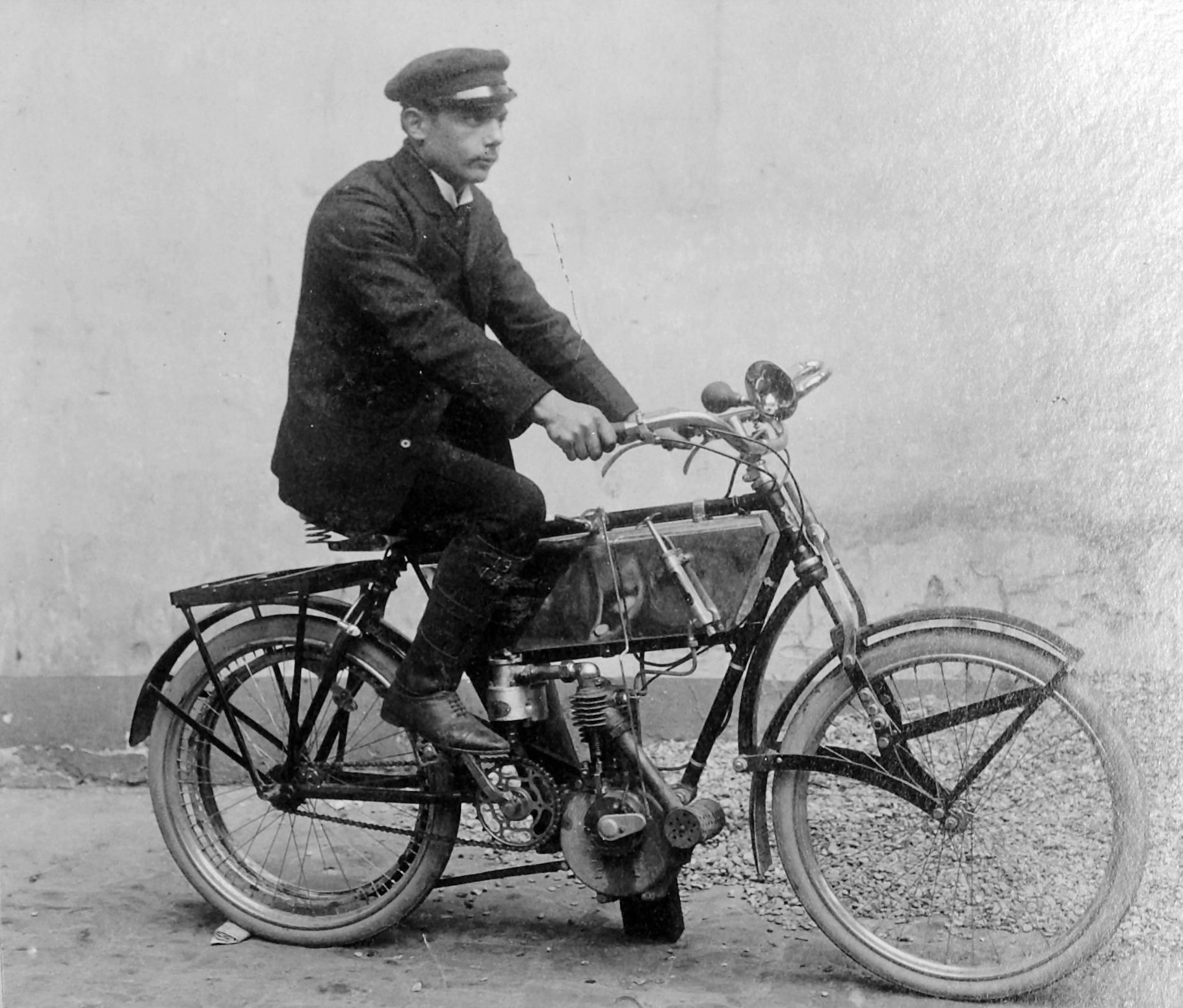
Giosuè Giuppone su moto Peugeot nel 1905

La Peugeot costruì la sua prima motocicletta nel 1898 con un motore De Dion-Bouton montato sulla ruota posteriore di una rudimentale bicicletta. Questo modello fu presentato nel 1898 ma non fu mai messo in produzione. La Peugeot produsse nello stesso anno anche un triciclo, con la maggior parte della componentistica che veniva realizzata dalla De Dion-Bouton.
Nel 1900 Peugeot iniziò a produrre quadricicli,  
che cessarono di essere prodotti nel 1903.

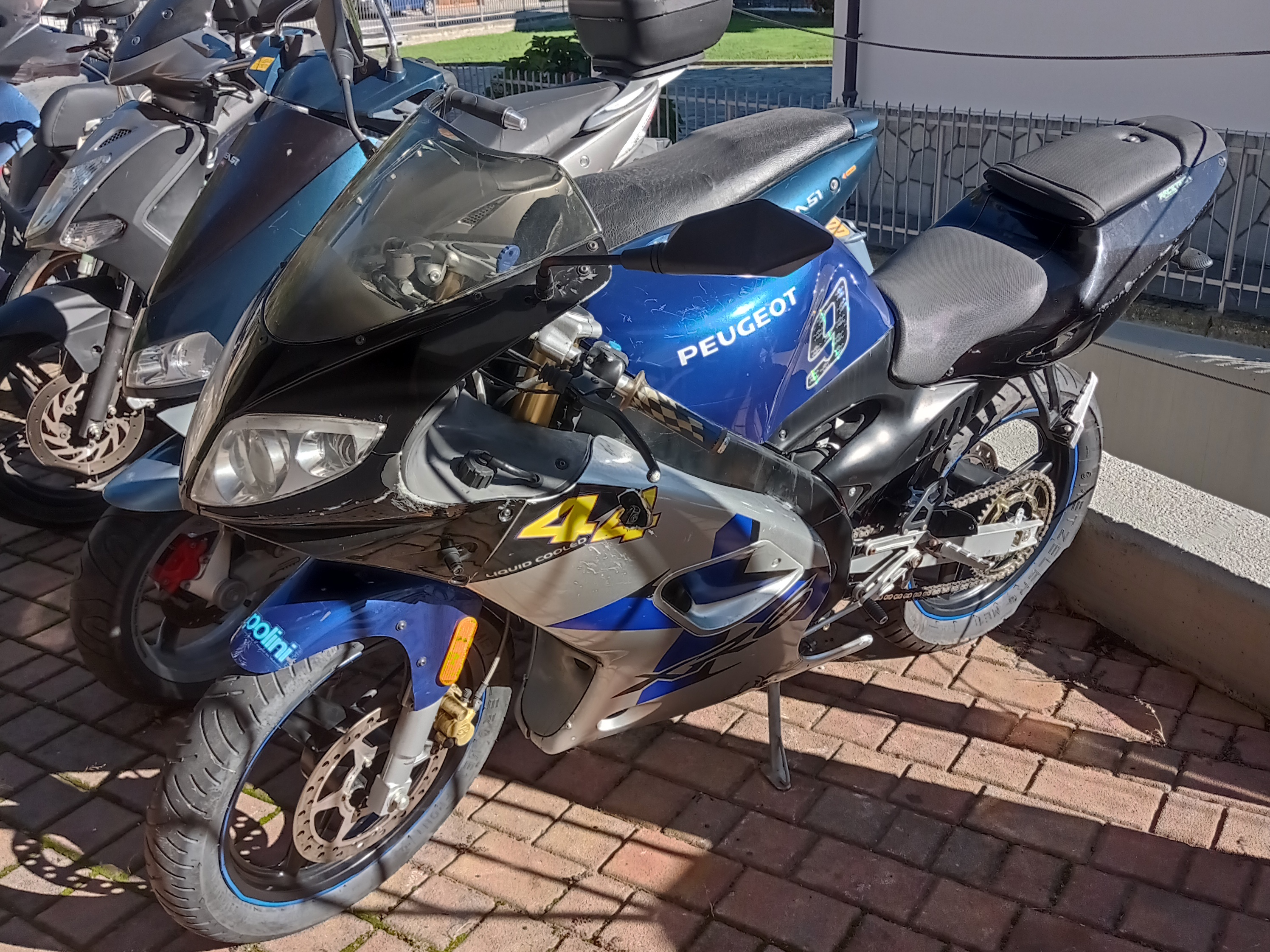
Peugeot XR6 del 21º secolo

Nell'ottobre 2014, la Mahindra & Mahindra acquistò il 51% nella società (ottenendone de facto il controllo) dal gruppo PSA che mantenne il 49% e l'utilizzo del marchio. Al momento della acquisizione l'azienda aveva 2 siti di produzione, uno a Mandeure in Francia e l'altro a Jinan un Cina. Nel 2019 la   M&M prese il possesso del 100% della società.
Nel novembre 2022 la società Mutares con sede a Monaco ha acquisito il 50% del capitale della società, dando alla società tedesca la possibilità di avere l'80% del controllo della Peugeot Motocycles.

## Principali modelli

### Scooters

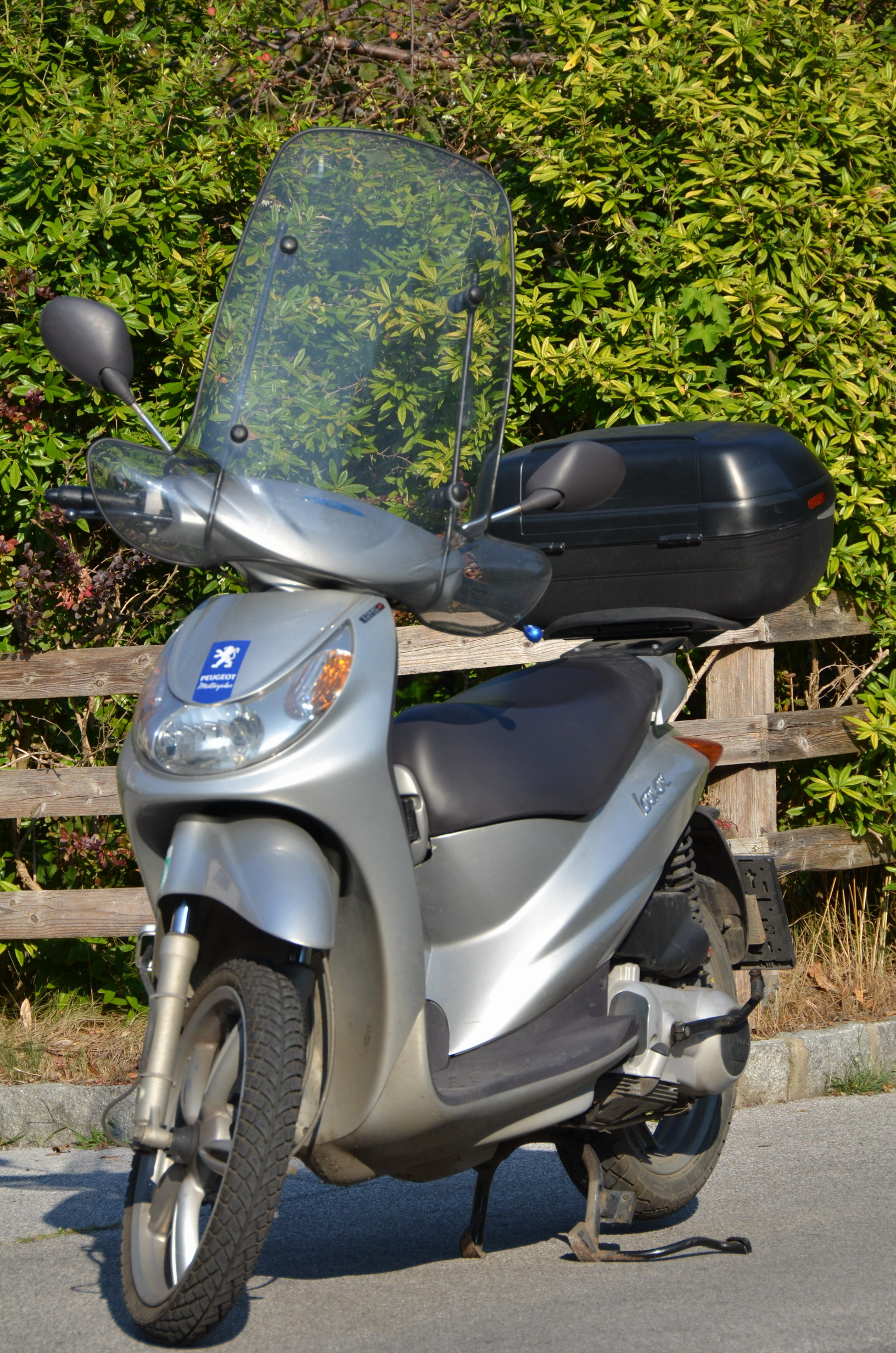
Peugeot Looxor 125

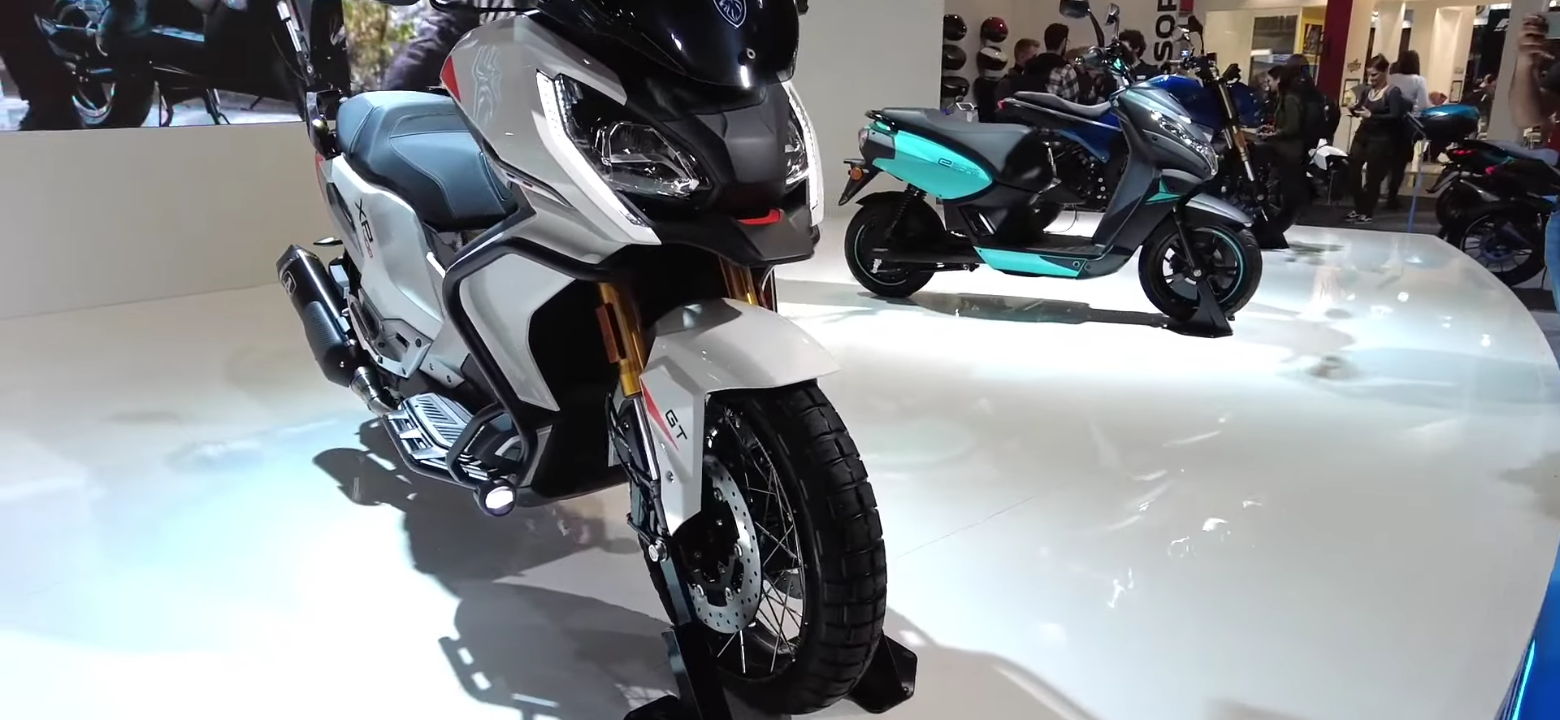
Peugeot XP400

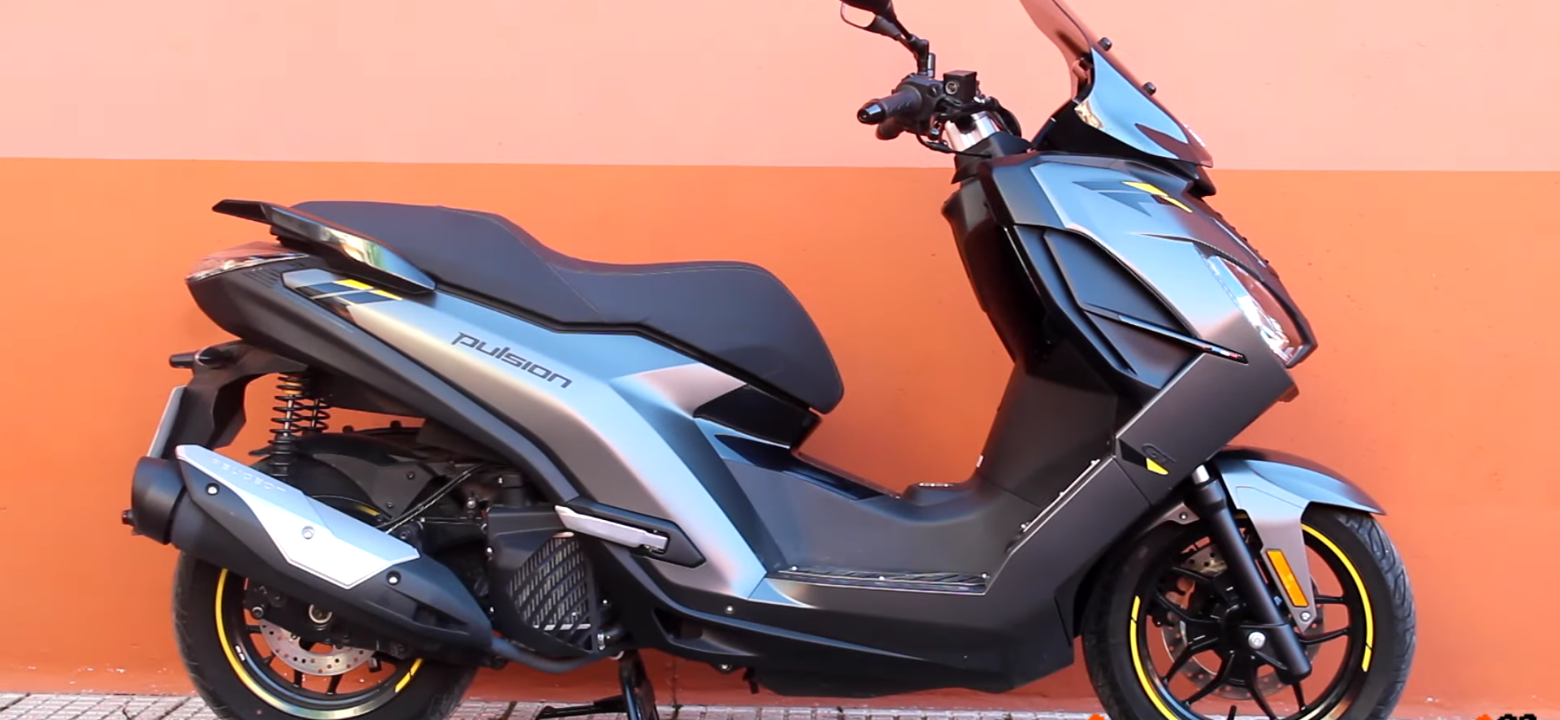
Peugeot Pulsion

- Peugeot S55
- Peugeot S57
- Peugeot SC/SX
- Peugeot ST/Rapido
- Peugeot SV
- Peugeot Buxy
- Peugeot Speedake
- Peugeot Squab
- Peugeot Scoot'Elec
- Peugeot Speedfight
- Peugeot Elyseo
- Peugeot Elystar
- Peugeot Looxor
- Peugeot JetForce
- Peugeot Ludix
- Peugeot Satelis
- Peugeot Satelis Compressor
- Peugeot Sum Up
- Peugeot Tweet
- Peugeot Vivacity
- Peugeot Kisbee
- Peugeot Citystar
- Peugeot e-Vivacity
- Peugeot Metropolis
- Peugeot Streetzone
- Peugeot V-Clic
- Peugeot Django
- Peugeot Sum-Up 125
- Peugeot Belville
- Peugeot Pulsion
- Peugeot XP400

### Moto

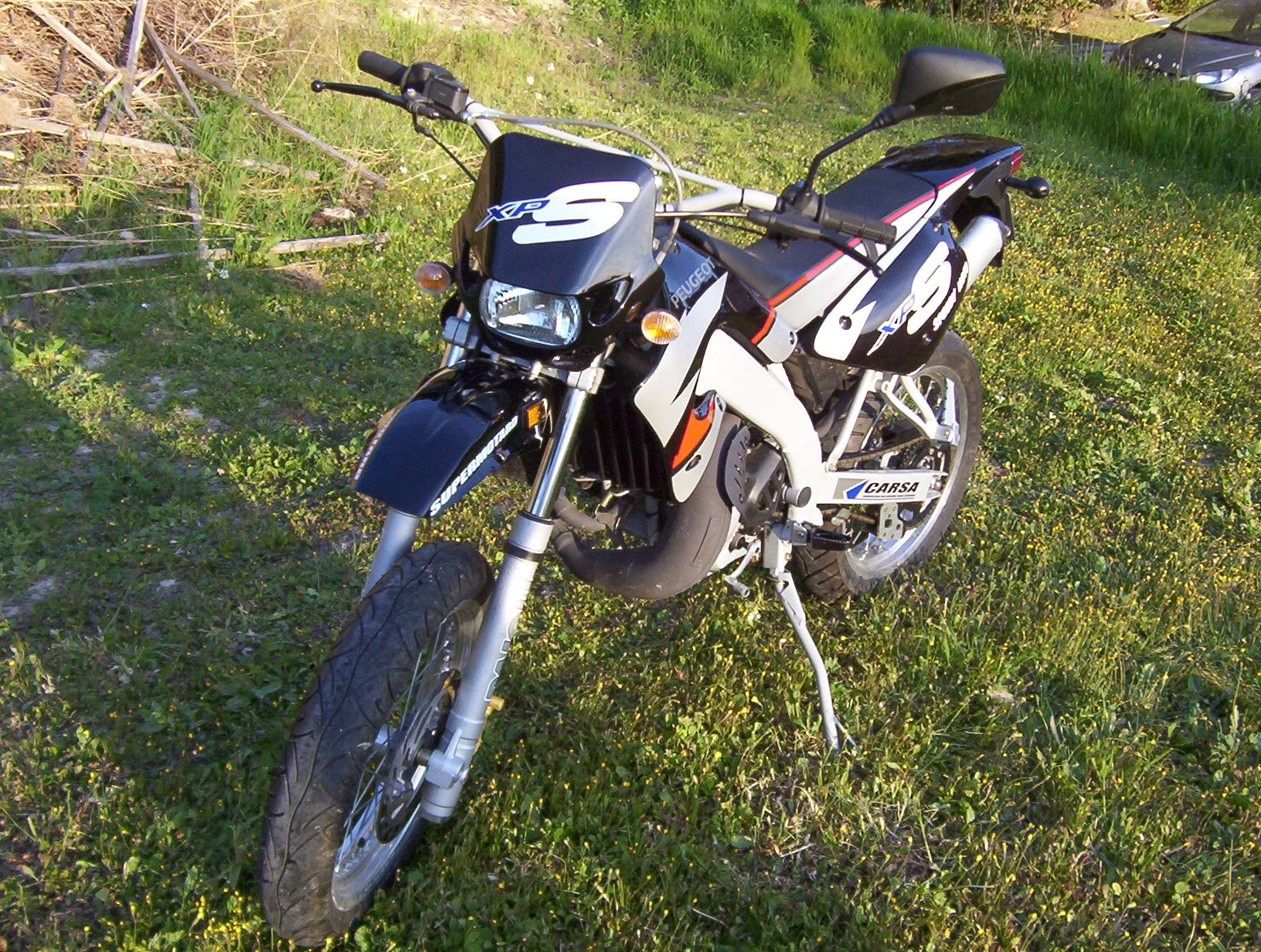
Peugeot XPS

- Peugeot 500 M
- Peugeot TLX
- Peugeot XP6
- Peugeot XPS
- Peugeot XR6
- Peugeot XR7
- Peugeot NK7

## Attività sportiva
Una motocicletta Norton dotata di motore Peugeot guidata da Rem Fowler vinse nella classe riservata alle bicilindriche la gara inaugurali del TT dell'Isola di Man del 1907.